# Ypnos
Ypnos est un éditeur belge en langue française de manhwas, qui en a publié quelques-uns à la fin des années 1990, en partenariat avec Tonkam et Le Téméraire. Il a fait faillite dans les années 2000.

## Manhwas édités
- Chroniques de la guerre légendaire de Shoma
- Rainbow
- Red Hawk